# Fierljeppen

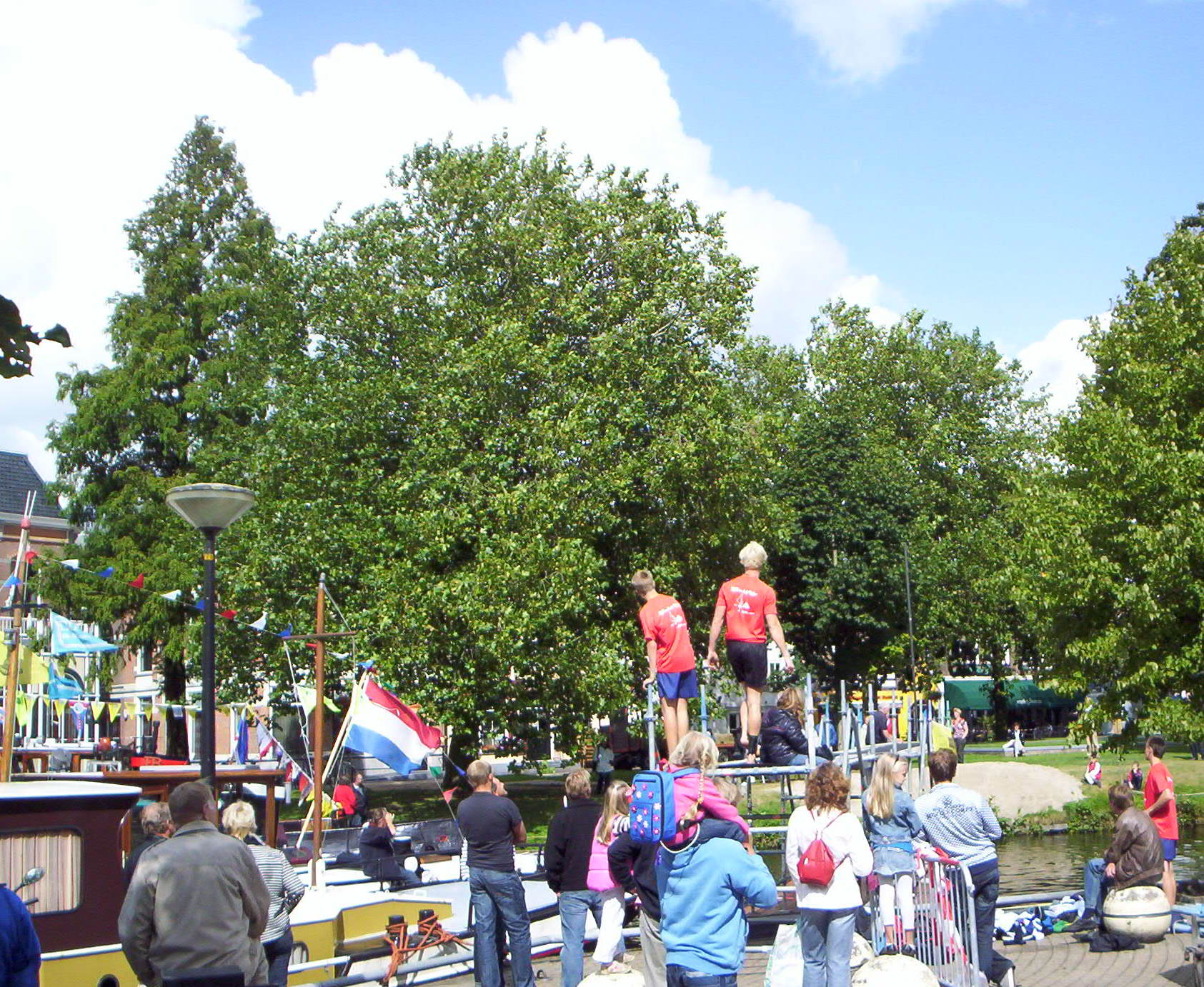
Polstokverspringen a Heerenveen

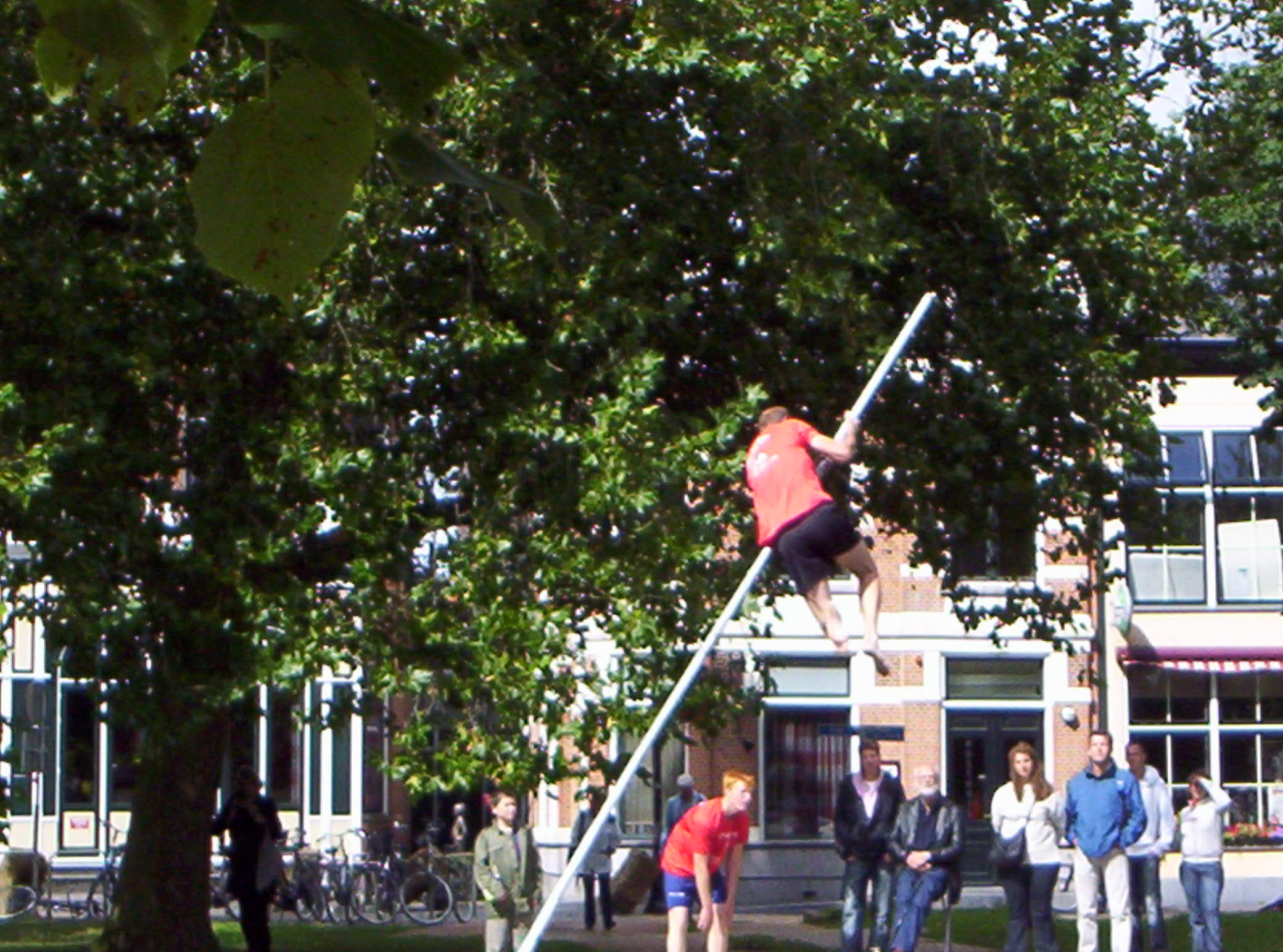
Fierljeppen a Heerenveen

Fierljeppen és un esport d'estiu propi dels Països Baixos que consisteix en un salt amb perxa, saltant un canal amb un pal (polsstok) el més lluny possible.
El mot fierljeppen pertany al frisó i significa 'saltar (=ljeppen) el més lluny (=fier) possible'.

## Tècnica i organització
Un fierljep compta amb diverses parts. Primer hi ha un esprint cap al pal de salt, un bot per a agafar-s'hi, pujar-hi fins dalt de tot, decantar-se cap a l'altra banda del canal i finalment saltar del pal a terra el més lluny possible de la vorera.
Hi ha dues federacions que organitzen competicions oficials, la federació holandesa (Polststokbond Holland o PHB) i la federació frisona (It Frysk Ljeppers Boun o FLB). La federació nacional neerlandesa (Nederlandse Fierljeppenbond o NFB) organitza cada any una competició nacional (la federació holandesa contra la frisona).
Les competicions tenen lloc a les províncies de Frísia, Groninga, Utrecht o Zuid-Holland.

## Història
En les zones amb molts canals dels Països Baixos, des de fa com a mínim mil anys, es fan servir pals llargs per a creuar els canals. Existeixen documents de competicions d'aquesta pràctica des del segle xviii.
La federació frisona és la més antiga, fundada el 1956. Des d'ençà organitza competicions oficials. Fins al 1975 els pals eren de fusta, amb un màxim de 10 metres de llargada. Posteriorment es feien d'alumini. A partir del 2006 s'ha passat a saltar amb pals de carbó reforçat, amb una llargada de fins a 13,25 metres.

## Rècords neerlandesos
- Sènior: 22,21 metres – Jaco de Groot, Holanda (12 agost 2017, Zegveld)[2]
- Júnior: 21,38 metres – Reinier Overbeek, Holanda (31 juliol 2019, Burgum)[2]
- Nens (–10 anys): 20,30 metres – Reinier Overbeek, Holanda (1 setembre 2018, Burgum)[2]
- Nenes (–10 anys): 9,06 metres – Suzanne Mulder, Holanda (11 agost 2015, Zegveld)[2]
- Femenina: 18,19 metres – Marrit van der Wal, Frísia (31 juliol 2019, Burgum)[2]